# Kord Mīr
Kord Mīr (persiska: كرد مير) är en ort i Iran.   Den ligger i provinsen Mazandaran, i den norra delen av landet, 220 km öster om huvudstaden Teheran. Kord Mīr ligger 1 655 meter över havet och antalet invånare är 384.
Terrängen runt Kord Mīr är huvudsakligen kuperad, men österut är den bergig. Terrängen runt Kord Mīr sluttar norrut.Runt Kord Mīr är det ganska tätbefolkat, med 111 invånare per kvadratkilometer. Närmaste större samhälle är Kīāsar, 16,7 km väster om Kord Mīr. Trakten runt Kord Mīr består i huvudsak av gräsmarker.